# Międzynarodowa Federacja Przeciągania Liny
Międzynarodowa Federacja Przeciągania Liny (ang. Tug of War International Federation, skrót TWIF) – międzynarodowa organizacja pozarządowa, zrzeszająca 71 narodowych federacji przeciągania liny, w tym Polski Związek Przeciągania Liny.

## Historia
Federacja została założona w 1960 roku z inicjatywy Anglika Georga Huttona.

## Członkostwo
- ARISF
- GAISF
- IWGA

## Mistrzostwa świata
- Mistrzostwa świata w przeciąganiu liny (od 1965 roku).